# Tmesiphantes bethaniae
Tmesiphantes bethaniae is een spinnensoort in de taxonomische indeling van de vogelspinnen (Theraphosidae).
Het dier behoort tot het geslacht Tmesiphantes. De wetenschappelijke naam van de soort werd voor het eerst geldig gepubliceerd in 2007 door Yamamoto et al..